# South Lakeland
South Lakeland war ein District in der Grafschaft Cumbria in England, der einen Großteil der Landschaft Lake District umfasste. Verwaltungssitz war die Stadt Kendal. Weitere bedeutende Orte waren Grange-over-Sands, Ulverston und Windermere.
Bei der Gründung der neuen Grafschaft Cumbria am 1. April 1974 wurde der Bezirk aus verschiedenen Teilen anderer Grafschaften zusammengesetzt. Von Westmorland waren dies der Borough Kendal, der Urban District Windermere, der größte Teil des Lakes Urban District und der Rural District South Westmorland. Von Lancashire abgetrennt wurden die Urban Districts Grange und Ulverston sowie der Rural District North Lonsdale. Darüber hinaus gehörte seither auch der Rural District Sedbergh des West Riding of Yorkshire zu South Lakeland.
Der District wurde zum 1. April 2023 aufgelöst und dann mit Barrow-in-Furness und Eden zur neuen Unitary Authority Westmorland and Furness zusammengeschlossen.